# Nostromo Defensa
Nostromo Defensa S. A. — аргентинская компания, работающая в аэрокосмической сфере. Расположена в городе Кордова, Аргентина. С 2006 года компания занимается разработками в сфере конструирования беспилотных летательных аппаратов военного и невоенного назначения. Генеральным директором компании является Марсело Мартинес; президентом — Вольфганг Бакхаус.

## Деятельность
С 1999 года Nostromo Defensa разрабатывает БПЛА для военных и гражданских нужд. Основной исследовательско — производственный центр компании находится в Альта-Грасии, в 40 километрах от Кордовы. Nostromo Defensa разработала для ВВС Аргентины БПЛА «Ярара». Также компания разрабатывает и производит вертолёты марки Centinela.